# Ґрабіна (гміна Галінув)
Ґрабіна (пол. Grabina) — село в Польщі, у гміні Галінув Мінського повіту Мазовецького воєводства.
Населення — 318 осіб (2011).
У 1975-1998 роках село належало до Варшавського воєводства.

## Демографія
Демографічна структура станом на 31 березня 2011 року:
|          | Загалом | Допрацездатний вік | Працездатний вік | Постпрацездатний вік |
| -------- | ------- | ------------------ | ---------------- | -------------------- |
| Чоловіки | 157     | 37                 | 114              | 6                    |
| Жінки    | 161     | 45                 | 97               | 19                   |
| Разом    | 318     | 82                 | 211              | 25                   |